# Campeonato Brasileiro de Futebol de 1973
O Campeonato Brasileiro de Futebol de 1973, originalmente denominado Campeonato Nacional de Clubes pela CBD, foi a 18.ª edição do Campeonato Brasileiro e teve um bicampeão: o Palmeiras, cujo elenco teve poucas mudanças em relação à "Academia" do ano anterior.
A política de convites da CBD, cada vez mais influenciada pela Ditadura militar, aboliu a Segunda Divisão e inchou o Campeonato Brasileiro para uma disputa com quarenta clubes de vinte Estados: seis da Guanabara e de São Paulo; três de Minas Gerais e de Pernambuco; dois de Bahia, Ceará, Amazonas, Pará, Paraná e Rio Grande do Sul e um de Alagoas, Distrito Federal, Espírito Santo, Goiás, Maranhão, Mato Grosso, Piauí, Rio Grande do Norte, Santa Catarina e Sergipe. Acre, Paraíba e o Rio de Janeiro ficaram de fora do torneio.
Nesse ano, surgiu também o primeiro caso de "doping" no futebol brasileiro, envolvendo o centroavante Campos (Atlético Mineiro), flagrado no exame antidoping após fazer dois gols na partida contra o Vasco da Gama em 18 de novembro.

## Participantes
| Equipe                 | Cidade         | Estado | Título(s)                                  |
| ---------------------- | -------------- | ------ | ------------------------------------------ |
| America                | Rio de Janeiro | GB     | 0 (não possui)                             |
| América de Natal       | Natal          | RN     | 0 (não possui)                             |
| América Mineiro        | Belo Horizonte | MG     | 0 (não possui)                             |
| Atlético Mineiro       | Belo Horizonte | MG     | 2 (1937 e 1971)                            |
| Atlético Paranaense    | Curitiba       | PR     | 0 (não possui)                             |
| Bahia                  | Salvador       | BA     | 1 (1959)                                   |
| Botafogo               | Rio de Janeiro | GB     | 1 (1968)                                   |
| Ceará                  | Fortaleza      | CE     | 0 (não possui)                             |
| CEUB                   | Brasília       | DF     | 0 (não possui)                             |
| Comercial-MS           | Campo Grande   | MT     | 0 (não possui)                             |
| Corinthians            | São Paulo      | SP     | 0 (não possui)                             |
| Coritiba               | Curitiba       | PR     | 0 (não possui)                             |
| CRB                    | Maceió         | AL     | 0 (não possui)                             |
| Cruzeiro               | Belo Horizonte | MG     | 1 (1966)                                   |
| Desportiva Ferroviária | Cariacica      | ES     | 0 (não possui)                             |
| Figueirense            | Florianópolis  | SC     | 0 (não possui)                             |
| Flamengo               | Rio de Janeiro | GB     | 0 (não possui)                             |
| Fluminense             | Rio de Janeiro | GB     | 1 (1970)                                   |
| Fortaleza              | Fortaleza      | CE     | 0 (não possui)                             |
| Goiás                  | Goiânia        | GO     | 0 (não possui)                             |
| Grêmio                 | Porto Alegre   | RS     | 0 (não possui)                             |
| Guarani                | Campinas       | SP     | 0 (não possui)                             |
| Internacional          | Porto Alegre   | RS     | 0 (não possui)                             |
| Moto Club              | São Luís       | MA     | 0 (não possui)                             |
| Nacional-AM            | Manaus         | AM     | 0 (não possui)                             |
| Náutico                | Recife         | PE     | 0 (não possui)                             |
| Olaria                 | Rio de Janeiro | GB     | 0 (não possui)                             |
| Palmeiras              | São Paulo      | SP     | 5 (1960, 1967, 1967 RGP, 1969, 1972)       |
| Paysandu               | Belém          | PA     | 0 (não possui)                             |
| Portuguesa             | São Paulo      | SP     | 0 (não possui)                             |
| Remo                   | Belém          | PA     | 0 (não possui)                             |
| Rio Negro-AM           | Manaus         | AM     | 0 (não possui)                             |
| Santa Cruz             | Recife         | PE     | 0 (não possui)                             |
| Santos                 | Santos         | SP     | 6 (1961, 1962, 1963, 1964, 1965, 1968 RGP) |
| São Paulo              | São Paulo      | SP     | 0 (não possui)                             |
| Sergipe                | Aracaju        | SE     | 0 (não possui)                             |
| Sport                  | Recife         | PE     | 0 (não possui)                             |
| Tiradentes-PI          | Teresina       | PI     | 0 (não possui)                             |
| Vasco da Gama          | Rio de Janeiro | GB     | 0 (não possui)                             |
| Vitória                | Salvador       | BA     | 0 (não possui)                             |

## Fórmula de disputa
Primeira Fase: Dois turnos, sendo o primeiro disputado em duas chaves com vinte clubes em cada; e o segundo turno em quatro chaves com dez clubes em cada. Classificando para a segunda fase os vinte primeiros colocados na classificação geral.
Segunda fase: Turno único e duas chaves com dez clubes em cada. Classificando para a final o primeiro e o segundo colocado de cada chave.
Final: Quadrangular final, turno único, sendo campeão aquele que tiver melhor campanha na fase final.

## Primeira fase

### Primeiro turno

#### Resultados Grupo A
| Casa/Visitante | AM-MG | AM-RJ | BAH | BOT | CEUB | CORINT | CORIT | CRB | CRU | FIG | FLU | FOR | GUA | INT | MOT | NA-AM | PAY | SPA | SPT | TIR |
| -------------- | ----- | ----- | --- | --- | ---- | ------ | ----- | --- | --- | --- | --- | --- | --- | --- | --- | ----- | --- | --- | --- | --- |
| América-MG     |       |       | 1-2 | 1-1 |      |        |       |     |     |     | 0-0 | 1-0 | 1-1 |     |     |       | 2-0 |     | 4-1 | 0-0 |
| America-RJ     | 1-0   |       |     |     |      |        |       |     |     |     |     |     |     |     |     |       |     | 0-0 |     |     |
| Bahia          |       | 2-1   |     | 0-0 |      | 0-1    | 2-0   |     |     | 1-0 | 0-1 |     | 0-0 | 1-2 |     |       | 3-0 | 1-1 |     | 1-0 |
| Botafogo       |       | 0-1   |     |     |      |        |       |     | 2-1 |     | 4-0 |     |     |     |     |       |     | 1-0 |     |     |
| CEUB           | 0-1   | 1-0   | 0-0 | 0-0 |      | 2-1    |       | 1-2 | 2-0 | 2-1 | 0-1 | 1-2 |     | 0-1 | 1-2 |       |     | 0-0 | 1-1 |     |
| Corinthians    | 1-1   | 0-0   |     | 1-1 |      |        |       |     |     |     |     |     |     | 1-0 |     |       |     | 1-0 |     |     |
| Coritiba       | 0-2   | 2-0   |     | 1-0 | 2-1  | 3-0    |       | 2-0 |     |     | 1-0 |     | 0-0 |     | 4-0 |       |     |     | 3-0 |     |
| CRB            | 0-1   | 1-0   | 0-1 | 0-2 |      | 0-3    |       |     | 0-1 |     | 1-2 | 1-3 |     | 0-1 |     | 1-1   | 3-2 | 0-1 | 0-3 |     |
| Cruzeiro       | 1-0   | 2-1   | 1-0 |     |      | 0-0    | 0-0   |     |     |     | 0-0 |     | 1-1 |     |     |       |     |     |     |     |
| Figueirense    | 0-0   | 1-1   |     | 2-2 |      | 1-1    | 0-0   | 1-0 | 0-1 |     | 1-0 |     | 1-1 | 0-2 | 0-0 | 0-0   |     | 0-1 | 0-1 | 1-0 |
| Fluminense     |       | 2-0   |     |     |      | 1-3    |       |     |     |     |     |     | 3-0 | 0-1 |     |       |     |     | 1-0 |     |
| Fortaleza      |       | 2-1   | 1-1 | 0-2 |      | 1-1    | 3-2   |     | 0-0 | 2-0 | 1-0 |     |     | 0-0 |     | 2-2   | 2-0 | 0-0 |     |     |
| Guarani        |       | 3-1   |     | 1-1 | 3-1  | 0-1    |       | 1-1 |     |     |     | 2-2 |     |     | 1-0 |       |     | 1-1 | 4-1 |     |
| Internacional  | 1-1   | 0-0   |     | 0-1 |      |        | 1-0   |     | 0-1 |     |     |     | 2-1 |     |     |       |     | 2-2 |     |     |
| Moto Club      | 0-0   | 1-1   | 0-0 | 0-2 |      | 0-0    |       | 1-1 | 0-3 |     | 1-4 | 0-0 |     | 0-2 |     | 0-1   | 1-1 | 1-4 | 0-2 | 0-1 |
| Nacional-AM    | 0-0   | 1-1   | 2-2 | 1-1 | 1-0  | 1-2    | 0-1   |     | 2-2 |     | 0-0 |     | 1-1 | 0-0 |     |       | 2-1 |     |     |     |
| Paysandu       |       | 0-0   |     | 0-1 | 0-1  | 0-2    | 0-1   |     | 1-2 | 1-2 | 1-1 |     | 0-2 | 2-1 |     |       |     | 0-2 | 2-2 |     |
| São Paulo      | 1-0   |       |     |     |      |        | 0-0   |     | 2-1 |     | 2-2 |     |     |     |     | 0-0   |     |     |     |     |
| Sport          |       | 1-2   | 0-0 | 1-0 |      | 1-2    |       |     | 0-3 |     |     | 0-0 |     | 0-1 |     | 1-2   |     | 0-3 |     |     |
| Tiradentes     |       | 0-0   |     | 0-0 | 2-1  | 1-0    | 2-1   | 1-1 | 1-1 |     | 0-0 | 1-0 | 0-1 | 1-2 |     | 0-0   | 2-0 | 0-2 | 0-1 |     |

### Resultados Grupo B
| Casa/Visitante   | AM-RN | AT-MG | AT-PR | CEA | COM | DES | FLA | GOI | GRÊ | NÁU | OLA | PAL | POR | REM | RNE | SCR | SAN | SER | VAS | VIT |
| ---------------- | ----- | ----- | ----- | --- | --- | --- | --- | --- | --- | --- | --- | --- | --- | --- | --- | --- | --- | --- | --- | --- |
| América de Natal |       | 2-1   |       | 2-0 |     |     | 0-3 |     | 1-1 | 2-0 | 0-2 | 0-1 | 1-1 |     | 0-0 | 2-2 | 1-6 | 2-0 | 1-1 | 1-1 |
| Atlético-MG      |       |       |       | 0-0 |     |     | 3-0 |     | 0-0 |     | 1-1 |     | 1-1 | 3-0 |     |     | 0-0 |     |     |     |
| Atlético-PR      | 2-1   | 0-1   |       |     | 4-1 | 1-0 | 1-0 |     | 1-1 |     | 0-2 | 1-1 | 0-0 |     | 1-0 | 0-0 | 0-2 |     | 1-2 | 0-0 |
| Ceará            |       |       | 0-1   |     | 1-0 | 0-0 | 1-1 |     | 0-0 | 2-2 | 1-0 | 0-2 | 1-1 | 0-0 | 0-1 |     | 2-0 |     |     |     |
| Comercial-MS     | 4-3   | 1-1   |       |     |     | 0-0 | 0-1 |     | 1-0 | 1-2 | 2-1 | 0-4 | 2-2 |     | 1-1 | 0-0 | 1-0 | 1-0 | 1-1 | 0-1 |
| Desportiva       | 2-1   | 2-0   |       |     |     |     | 1-0 | 0-0 | 0-1 | 1-0 | 1-1 | 0-1 | 1-1 | 0-1 | 0-1 | 0-0 | 1-3 | 2-0 | 0-1 |     |
| Flamengo         |       |       |       |     |     |     |     |     | 1-2 | 4-1 |     | 0-2 |     |     |     |     | 0-1 |     |     |     |
| Goiás            | 0-0   | 3-1   | 1-0   | 4-1 | 2-0 |     | 1-0 |     | 0-2 | 1-0 | 0-0 | 0-1 | 0-0 |     |     | 5-1 | 0-0 | 3-0 | 1-0 |     |
| Grêmio           |       |       |       |     |     |     |     |     |     | 1-0 | 2-0 | 0-0 | 1-0 | 3-0 |     | 4-0 |     |     | 1-0 | 1-0 |
| Náutico          |       | 3-1   | 1-0   |     |     |     |     |     |     |     | 0-0 |     | 3-2 |     |     | 0-0 | 0-3 |     | 2-1 |     |
| Olaria           |       |       |       |     |     |     | 0-1 |     |     |     |     |     |     |     |     |     |     |     | 1-0 |     |
| Palmeiras        |       | 1-0   |       |     |     |     |     |     |     | 2-0 | 1-0 |     | 1-1 |     |     |     |     |     | 0-0 |     |
| Portuguesa       |       |       |       |     |     |     | 3-0 |     |     |     | 4-2 |     |     |     |     |     |     |     |     |     |
| Remo             | 1-2   |       | 0-1   |     | 1-0 |     | 2-1 | 1-0 |     | 1-0 | 0-3 | 0-2 | 1-0 |     | 1-0 |     | 0-1 |     | 0-1 |     |
| Rio Negro        |       | 1-2   |       |     |     |     | 1-2 | 1-0 | 1-1 | 1-0 | 0-0 | 1-2 | 1-3 |     |     | 1-0 | 1-1 | 5-0 | 0-0 | 0-0 |
| Santa Cruz       |       | 1-1   |       | 1-1 |     |     | 3-1 |     |     |     | 1-0 | 0-1 | 0-4 | 2-1 |     |     | 3-2 |     | 0-2 | 1-0 |
| Santos           |       |       |       |     |     |     |     |     | 0-0 |     | 1-2 | 0-0 | 3-2 |     |     |     |     |     |     |     |
| Sergipe          |       | 0-4   | 2-0   | 0-0 |     |     | 0-1 |     | 1-2 | 0-0 | 1-0 | 0-0 | 1-3 | 1-0 |     | 0-0 | 0-3 |     | 0-3 | 0-1 |
| Vasco da Gama    |       | 2-0   |       | 1-1 |     |     | 2-2 |     |     |     |     |     | 0-1 |     |     |     | 1-1 |     |     |     |
| Vitória          |       | 0-1   |       | 0-1 |     | 2-1 | 0-0 | 3-3 |     | 3-1 | 0-0 | 1-2 | 1-0 | 1-0 |     |     | 2-0 |     | 0-0 |     |

### Segundo turno

#### Resultados Grupo 1
| Casa/Visitante | AM-MG | AM-RJ | AT-MG | BOT | CRU | FIG | FLA | FLU | OLA | VAS |
| -------------- | ----- | ----- | ----- | --- | --- | --- | --- | --- | --- | --- |
| América-MG     |       | 1-1   |       | 1-0 | 2-2 | 4-0 |     | 1-0 | 2-1 | 0-0 |
| América-RJ     |       |       |       |     |     |     |     |     | 0-2 |     |
| Atlético-MG    | 1-2   | 2-3   |       |     |     |     | 2-1 |     | 1-1 | 2-1 |
| Botafogo       |       | 2-1   | 2-1   |     |     |     |     | 1-1 | 2-2 |     |
| Cruzeiro       |       | 0-2   | 0-0   | 2-1 |     |     |     | 1-1 | 2-0 |     |
| Figueirense    |       | 1-0   | 1-3   | 0-0 | 0-3 |     | 0-1 | 0-0 | 2-2 | 0-0 |
| Flamengo       | 1-1   | 3-2   |       | 1-0 | 1-2 |     |     |     | 2-1 |     |
| Fluminense     |       | 2-1   | 0-1   |     |     |     | 2-1 |     | 1-2 |     |
| Olaria         |       |       |       |     |     |     |     |     |     |     |
| Vasco da Gama  |       | 2-1   |       | 1-0 | 3-1 |     | 0-2 | 1-0 | 1-1 |     |

#### Resultados Grupo 2
| Casa/Visitante | AT-PR | CRTH | CRTB | GRÊ | GUA | INT | PAL | POR | SPA | SAN |
| -------------- | ----- | ---- | ---- | --- | --- | --- | --- | --- | --- | --- |
| Atlético-PR    |       | 2-2  |      | 2-0 |     | 0-0 | 0-2 |     | 0-0 | 0-1 |
| Corinthians    |       |      |      |     |     | 2-2 | 1-2 | 1-2 | 0-0 | 1-0 |
| Coritiba       | 2-1   | 2-1  |      |     | 1-0 |     | 0-1 | 2-0 |     | 1-2 |
| Grêmio         |       | 0-0  | 1-0  |     | 1-0 | 1-1 | 1-0 | 1-0 |     |     |
| Guarani        | 2-1   | 1-0  |      |     |     |     | 2-0 | 3-1 | 0-0 | 1-1 |
| Internacional  |       |      | 1-0  |     | 1-1 |     |     | 1-0 | 1-2 | 0-2 |
| Palmeiras      |       |      |      |     |     | 1-0 |     | 2-0 | 1-2 | 1-1 |
| Portuguesa     | 0-0   |      |      |     |     |     |     |     |     |     |
| São Paulo      |       |      | 2-2  | 0-0 |     |     |     | 1-1 |     |     |
| Santos         |       |      |      | 4-0 |     |     |     | 0-0 | 1-0 |     |

#### Resultados Grupo 3
| Casa/Visitante   | AM-RN | BAH | CEA | CRB | FOR | NA-AM | RNE | SER | TIR | VIT |
| ---------------- | ----- | --- | --- | --- | --- | ----- | --- | --- | --- | --- |
| América de Natal |       |     |     |     | 0-0 |       | 1-0 | 3-0 | 2-1 | 0-1 |
| Bahia            | 2-1   |     | 1-1 |     |     |       | 1-0 | 3-0 |     | 0-1 |
| Ceará            | 1-0   |     |     | 3-0 | 0-0 |       | 2-1 |     |     | 1-0 |
| CRB              | 0-3   | 3-2 |     |     | 1-1 | 3-1   |     | 2-1 |     |     |
| Fortaleza        |       | 2-1 |     |     |     | 4-1   |     |     | 3-0 |     |
| Nacional-AM      | 3-1   | 2-1 | 3-1 |     |     |       | 0-0 |     |     |     |
| Rio Negro        |       |     |     | 1-1 | 0-0 |       |     |     | 0-1 | 0-1 |
| Sergipe          |       |     | 1-4 |     | 1-1 | 2-1   | 0-1 |     |     | 0-1 |
| Tiradentes       |       | 1-1 | 1-1 | 2-0 |     | 1-0   |     | 2-0 |     |     |
| Vitória          |       |     |     | 1-1 | 0-0 | 2-0   |     |     | 0-0 |     |

#### Resultados Grupo 4
| Casa/Visitante | CEUB | COM | DES | GOI | MOT | NÁU | PAY | REM | SCR | SPO |
| -------------- | ---- | --- | --- | --- | --- | --- | --- | --- | --- | --- |
| CEUB           |      | 2-1 |     |     | 1-0 |     | 3-1 | 0-0 | 2-2 |     |
| Comercial-MS   |      |     |     | 1-0 | 2-0 |     | 4-1 | 1-1 |     | 1-0 |
| Desportiva     | 1-0  | 0-3 |     | 0-0 |     | 2-0 |     |     |     | 1-1 |
| Goiás          | 3-0  |     |     |     |     | 2-0 | 0-2 |     | 0-0 | 0-0 |
| Moto Club      |      |     | 1-1 | 0-2 |     | 1-1 | 0-0 |     | 1-1 |     |
| Náutico        | 2-0  | 1-0 |     |     |     |     |     | 0-0 |     | 0-0 |
| Paysandu       |      |     | 0-2 |     |     | 0-0 |     |     | 2-0 |     |
| Remo           |      |     | 2-1 | 2-0 | 5-0 |     | 1-1 |     |     | 4-1 |
| Santa Cruz     |      | 5-1 | 1-0 |     |     | 2-1 |     | 3-0 |     | 1-1 |
| Sport          | 3-0  |     |     |     | 2-1 |     | 0-0 |     |     |     |

### Classificação da Primeira Fase
| Pos. | Squadra                | Pt | G  | V  | E  | P  | GF | GS | GP  |
| ---- | ---------------------- | -- | -- | -- | -- | -- | -- | -- | --- |
| 1    | Palmeiras              | 43 | 28 | 18 | 7  | 3  | 34 | 11 | +23 |
| 2    | Grêmio                 | 40 | 28 | 15 | 10 | 3  | 28 | 13 | +15 |
| 3    | Cruzeiro               | 36 | 28 | 13 | 10 | 5  | 34 | 22 | +12 |
| 4    | Santos                 | 35 | 28 | 13 | 9  | 6  | 39 | 20 | +19 |
| 5    | América Mineiro        | 35 | 28 | 11 | 13 | 4  | 30 | 16 | +14 |
| 6    | Fortaleza              | 35 | 28 | 10 | 15 | 3  | 32 | 19 | +13 |
| 7    | São Paulo              | 35 | 28 | 10 | 15 | 6  | 29 | 16 | +13 |
| 8    | Goiás                  | 34 | 28 | 12 | 10 | 6  | 32 | 16 | +16 |
| 9    | Vitória                | 34 | 28 | 12 | 10 | 6  | 23 | 14 | +9  |
| 10   | Coritiba               | 33 | 28 | 14 | 5  | 9  | 33 | 20 | +13 |
| 11   | Internacional          | 33 | 28 | 12 | 9  | 7  | 26 | 20 | +6  |
| 12   | Guarani                | 33 | 28 | 10 | 13 | 5  | 34 | 24 | +10 |
| 13   | Botafogo               | 31 | 28 | 10 | 11 | 7  | 29 | 20 | +9  |
| 14   | Vasco da Gama          | 31 | 28 | 10 | 11 | 7  | 27 | 20 | +7  |
| 15   | Corinthians            | 31 | 28 | 10 | 11 | 7  | 29 | 24 | +5  |
| 16   | Ceará                  | 31 | 28 | 9  | 13 | 6  | 26 | 23 | +3  |
| 17   | Bahia                  | 30 | 28 | 10 | 10 | 8  | 29 | 22 | +7  |
| 18   | Tiradentes-PI          | 30 | 28 | 10 | 10 | 8  | 21 | 19 | +2  |
| 19   | Santa Cruz             | 30 | 28 | 9  | 12 | 7  | 30 | 33 | -3  |
| 20   | Atlético Mineiro       | 29 | 28 | 10 | 9  | 9  | 34 | 29 | +5  |
| 21   | Nacional-AM            | 28 | 28 | 7  | 14 | 7  | 28 | 30 | -2  |
| 22   | Remo                   | 27 | 28 | 11 | 5  | 12 | 25 | 28 | -3  |
| 23   | Fluminense             | 27 | 28 | 9  | 9  | 10 | 25 | 25 | 0   |
| 24   | Flamengo               | 26 | 28 | 11 | 4  | 13 | 31 | 34 | -3  |
| 25   | América de Natal       | 26 | 28 | 9  | 8  | 11 | 33 | 36 | -3  |
| 26   | Comercial-MS           | 26 | 28 | 9  | 8  | 11 | 30 | 36 | -6  |
| 27   | Desportiva Ferroviária | 25 | 28 | 8  | 9  | 11 | 20 | 22 | -2  |
| 28   | Atlético Paranaense    | 25 | 28 | 8  | 9  | 11 | 20 | 24 | -4  |
| 29   | Portuguesa             | 25 | 28 | 7  | 11 | 10 | 33 | 31 | +2  |
| 30   | Rio Negro-AM           | 24 | 28 | 7  | 10 | 11 | 20 | 21 | -1  |
| 31   | Olaria                 | 24 | 28 | 7  | 10 | 11 | 27 | 29 | -2  |
| 32   | Sport                  | 23 | 28 | 7  | 9  | 12 | 24 | 36 | -12 |
| 33   | CEUB                   | 22 | 28 | 8  | 6  | 14 | 23 | 33 | -10 |
| 34   | Náutico                | 22 | 28 | 7  | 8  | 13 | 20 | 33 | -13 |
| 35   | Figueirense            | 22 | 28 | 5  | 12 | 11 | 15 | 29 | -14 |
| 36   | CRB                    | 19 | 28 | 6  | 7  | 15 | 23 | 43 | -20 |
| 37   | America                | 19 | 28 | 5  | 9  | 14 | 22 | 34 | -12 |
| 38   | Paysandu               | 14 | 28 | 3  | 8  | 17 | 18 | 42 | -24 |
| 39   | Moto Club              | 14 | 28 | 1  | 12 | 15 | 11 | 43 | -32 |
| 40   | Sergipe                | 13 | 28 | 4  | 5  | 19 | 11 | 48 | -37 |

- Palmeiras, Grêmio, Cruzeiro, Santos, América Mineiro, São Paulo, Fortaleza, Góias, Vitória, Coritiba, Internacional, Guarani, Botafogo, Vasco da Gama, Corinthians, Ceará, Bahia, Tiradentes, Santa Cruz e Atlético Mineiro qualificados para a segunda fase.

## Segunda fase

### Grupo 1

#### Resultados
| Casa/Visitante | AM-MG | AT-MG | BAH | CEA | CRTH | CRT | INT | PAL | TIR | VAS |
| -------------- | ----- | ----- | --- | --- | ---- | --- | --- | --- | --- | --- |
| América-MG     |       | 1-2   |     | 4-1 | 1-0  | 0-1 |     |     |     |     |
| Atlético-MG    |       |       |     | 2-0 | 2-0  | 2-1 | 0-0 |     |     |     |
| Bahia          | 2-2   | 0-0   |     | 2-1 |      |     |     | 0-0 |     | 1-2 |
| Ceará          |       |       |     |     | 0-1  |     | 1-1 |     | 0-2 | 0-2 |
| Corinthians    |       |       | 2-2 |     |      | 1-0 |     |     | 3-0 | 1-1 |
| Coritiba       |       |       | 1-1 | 4-2 |      |     | 1-0 |     | 0-0 | 0-0 |
| Internacional  | 1-0   |       | 2-1 |     | 0-0  |     |     | 0-0 | 2-1 |     |
| Palmeiras      | 3-1   | 3-0   |     | 3-0 | 0-0  | 0-0 |     |     |     |     |
| Tiradentes     | 0-2   | 0-0   | 0-0 |     |      |     |     | 0-5 |     |     |
| Vasco da Gama  | 1-2   | 1-1   |     |     |      |     | 1-2 | 0-1 | 2-0 |     |

#### Classificação
| Pos. | Squadra          | Pt | G | V | E | P | GF | GS | GP  |
| ---- | ---------------- | -- | - | - | - | - | -- | -- | --- |
| 1    | Palmeiras        | 14 | 9 | 5 | 4 | 0 | 15 | 1  | +14 |
| 2    | Internacional    | 12 | 9 | 4 | 4 | 1 | 8  | 5  | +3  |
| 3    | Atlético Mineiro | 12 | 9 | 4 | 4 | 1 | 9  | 6  | +3  |
| 4    | Coritiba         | 10 | 9 | 3 | 4 | 2 | 8  | 6  | +2  |
| 5    | Corinthians      | 10 | 9 | 3 | 4 | 2 | 8  | 6  | +2  |
| 6    | América Mineiro  | 9  | 9 | 4 | 1 | 4 | 13 | 11 | +2  |
| 7    | Vasco da Gama    | 9  | 9 | 3 | 3 | 3 | 10 | 8  | +2  |
| 8    | Bahia            | 8  | 9 | 1 | 6 | 2 | 9  | 10 | -1  |
| 9    | Tiradentes-PI    | 5  | 9 | 1 | 3 | 5 | 3  | 14 | -11 |
| 10   | Ceará            | 1  | 9 | 0 | 1 | 8 | 5  | 21 | -16 |

#### Classificados
- Palmeiras e Internacional classificados para a fase final.

### Grupo 2

#### Resultados
| Casa/Visitante | BOT | CRU | FOR | GOI | GRÊ | GUA | SPA | SCR | SAN | VIT |
| -------------- | --- | --- | --- | --- | --- | --- | --- | --- | --- | --- |
| Botafogo       |     |     | 6-1 |     | 3-0 | 2-1 |     | 4-1 | 0-3 |     |
| Cruzeiro       | 1-1 |     | 1-0 |     |     |     | 1-0 | 0-0 |     | 6-1 |
| Fortaleza      |     |     |     | 0-0 | 0-1 | 1-2 |     | 2-3 | 1-5 |     |
| Goiás          | 2-0 | 0-1 |     |     |     |     | 2-2 |     |     | 1-2 |
| Grêmio         |     | 1-1 |     | 1-0 |     | 0-1 |     |     | 1-0 | 1-0 |
| Guarani        |     | 1-2 |     | 1-1 |     |     |     |     |     | 1-1 |
| São Paulo      | 0-0 |     | 1-0 |     | 1-0 | 3-0 |     |     |     |     |
| Santa Cruz     |     |     |     | 1-0 | 0-1 | 2-1 | 0-2 |     | 1-1 |     |
| Santos         |     | 0-0 |     | 4-4 |     | 2-0 | 1-2 |     |     | 1-0 |
| Vitória        | 1-2 |     | 2-1 |     |     |     | 0-2 | 2-1 |     |     |

#### Classificação
| Pos. | Squadra    | Pt | G | V | E | P | GF | GS | DR  |
| ---- | ---------- | -- | - | - | - | - | -- | -- | --- |
| 1    | São Paulo  | 14 | 9 | 6 | 2 | 1 | 13 | 4  | +9  |
| 2    | Cruzeiro   | 14 | 9 | 5 | 4 | 0 | 13 | 4  | +9  |
| 3    | Botafogo   | 12 | 9 | 5 | 2 | 2 | 18 | 10 | +8  |
| 4    | Grêmio     | 11 | 9 | 5 | 1 | 3 | 6  | 6  | 0   |
| 5    | Santos     | 11 | 9 | 4 | 3 | 2 | 17 | 9  | +8  |
| 6    | Santa Cruz | 8  | 9 | 3 | 2 | 4 | 9  | 13 | -4  |
| 7    | Vitória    | 7  | 9 | 3 | 1 | 5 | 9  | 16 | -7  |
| 8    | Guarani    | 6  | 9 | 2 | 2 | 5 | 8  | 14 | -6  |
| 9    | Goiás      | 6  | 9 | 1 | 4 | 4 | 10 | 12 | -2  |
| 10   | Fortaleza  | 1  | 9 | 0 | 1 | 8 | 6  | 21 | -15 |

- São Paulo e Cruzeiro qualificados para as finais.

## Fase final
| 1 | Palmeiras     | 5 | 3 | 2 | 1 | 0 | 3 | 1 | 2  |
| 2 | São Paulo     | 3 | 3 | 1 | 1 | 1 | 4 | 2 | 2  |
| 3 | Cruzeiro      | 2 | 3 | 1 | 0 | 2 | 1 | 2 | -1 |
| 3 | Internacional | 2 | 3 | 1 | 0 | 2 | 3 | 6 | -3 |
| PG - pontos ganhos; J - jogos; V - vitórias; E - empates; D - derrotas; GP - gols pró; GC - gols contra; SG - saldo de gols |               |   |   |   |   |   |   |   |    |

### Jogos
1ª rodada
| 13 de fevereiro de 1974 | São Paulo                                    | 4 – 1 | Internacional   | Morumbi, São Paulo Público: 37.439 Árbitro: Armando Marques |
|                         | Mirandinha 19', 80' Pedro Rocha 20' Piau 36' |       | Claudiomiro 56' |                                                             |

São Paulo: Waldir Peres; Forlan (Nélson), Paranhos, Arlindo e Gilberto Sorriso; Chicão e Pedro Rocha (Silva); Terto, Zé Carlos, Mirandinha e Piau. Técnico: José Poy.
Internacional: Rafael; Cláudio, Figueroa, Pontes e Vacaria; Falcão e Paulo César; Valdomiro, Claudiomiro, Escurinho (Tovar) e Dorinho (Volmir). Técnico: Rubens Minelli.
| 13 de fevereiro de 1974 | Cruzeiro | 0 – 1 | Palmeiras    | Mineirão, Belo Horizonte Público: 74.865 Árbitro: Arnaldo Cezar Coelho |
|                         |          |       | Edu Bala 74' |                                                                        |

Cruzeiro: Hélio; Nelinho, Perfumo, Procópio e Vanderlei; Piazza e Zé Carlos; Baiano (Roberto Batata), Palhinha, Dirceu Lopes e Eduardo (Lima). Técnico: Hilton Chaves.
Palmeiras: Leão; Eurico, Luis Pereira, Alfredo Mostarda e Zeca; Dudu e Ademir da Guia; Ronaldo (Edu Bala), Leivinha, Fedato (Édson) e Nei. Técnico: Osvaldo Brandão.
2ª rodada
| 17 de fevereiro de 1974 | Palmeiras                    | 2 – 1 | Internacional | Morumbi, São Paulo Público: 35.288 Árbitro: Arnaldo Cezar Coelho |
|                         | Ronaldo 77' Luís Pereira 80' |       | Figueroa 5'   |                                                                  |

Palmeiras: Leão; Eurico, Luis Pereira, Alfredo Mostarda e Zeca; Dudu e Ademir da Guia; Edu Bala (Ronaldo), Leivinha, Édson (Fedato) e Nei. Técnico: Osvaldo Brandão.
Internacional: Schneider; Cláudio (Hermínio), Figueroa, Pontes e Vacaria; Tovar e Paulo César; Valdomiro, Falcão, Claudiomiro e Escurinho (Manuel). Técnico: Rubens Minelli.
| 17 de fevereiro de 1974 | Cruzeiro     | 1 – 0 | São Paulo | Mineirão, Belo Horizonte Público: 31.788 Árbitro: Armando Marques |
|                         | Palhinha 47' |       |           |                                                                   |

Cruzeiro: Hélio; Nelinho (Pedro Paulo), Perfumo, Procópio e Vanderlei; Piazza e Zé Carlos; Baiano, Palhinha, Dirceu Lopes e Eduardo (Lima). Técnico: Hilton Chaves.
São Paulo: Waldir Peres; Forlan (Nélson), Paranhos, Arlindo e Gilberto Sorriso; Chicão e Pedro Rocha (Silva); Terto, Zé Carlos (Silva), Mirandinha e Piau. Técnico: José Poy.
3ª rodada
| 20 de fevereiro de 1974 | Internacional | 1 – 0 | Cruzeiro | Beira-Rio, Porto Alegre Público: 7.500 Árbitro: Armando Marques |
|                         | Escurinho 75' |       |          |                                                                 |

Internacional: Rafael; Cláudio, Figueroa, Pontes e Vacaria; Tovar, Falcão e Paulo César; Valdomiro, Claudiomiro (Borjão) e Escurinho (Pedrinho). Técnico: Rubens Minelli.
Cruzeiro: Hélio; Nelinho, Perfumo, Procópio e Vanderlei; Piazza e Zé Carlos; Baiano (Roberto Batata), Palhinha (Lima), Dirceu Lopes e Eduardo. Técnico: Hilton Chaves.
| 20 de fevereiro de 1974 | Palmeiras | 0 – 0 | São Paulo | Morumbi, São Paulo Público: 66.549 Árbitro: Arnaldo Cezar Coelho |
|                         |           |       |           |                                                                  |

Palmeiras: Leão; Eurico, Luis Pereira, Alfredo Mostarda e Zeca; Dudu e Ademir da Guia; Ronaldo, Leivinha, César Maluco e Nei. Técnico: Osvaldo Brandão.
São Paulo: Waldir Peres; Forlan (Nélson), Paranhos, Arlindo e Gilberto Sorriso; Chicão e Pedro Rocha (Silva); Terto, Zé Carlos (Ratinho), Mirandinha e Piau. Técnico: José Poy.

## Premiação
| Campeonato Brasileiro de Futebol de 1973          |
| São Paulo                                         |
| ------------------------------------------------- |
| Sociedade Esportiva Palmeiras Campeão (6° título) |

## Classificação Final
| Classificação final | Classificação final    | Classificação final | Classificação final | Classificação final | Classificação final | Classificação final | Classificação final | Classificação final | Classificação final | Classificação final | Classificação final |
| Time | Time                   | PG                  | J                   | V                   | E                   | D                   | GP                  | GC                  | SG                  |                     |                     |
| --- | ---------------------- | ------------------- | ------------------- | ------------------- | ------------------- | ------------------- | ------------------- | ------------------- | ------------------- | ------------------- | ------------------- |
| 1 | Palmeiras              | 62                  | 40                  | 25                  | 12                  | 3                   | 52                  | 13                  | 39                  |                     |                     |
| 2 | São Paulo              | 52                  | 40                  | 17                  | 18                  | 5                   | 46                  | 22                  | 24                  |                     |                     |
| 3 | Cruzeiro               | 52                  | 40                  | 19                  | 14                  | 7                   | 48                  | 28                  | 20                  |                     |                     |
| 4 | Internacional          | 47                  | 40                  | 17                  | 13                  | 10                  | 37                  | 31                  | 6                   |                     |                     |
| 5 | Grêmio                 | 51                  | 37                  | 20                  | 11                  | 6                   | 34                  | 19                  | 15                  |                     |                     |
| 6 | Santos                 | 46                  | 37                  | 17                  | 12                  | 8                   | 56                  | 29                  | 27                  |                     |                     |
| 7 | América Mineiro        | 44                  | 37                  | 15                  | 14                  | 8                   | 43                  | 27                  | 16                  |                     |                     |
| 8 | Coritiba               | 43                  | 37                  | 17                  | 9                   | 11                  | 41                  | 26                  | 15                  |                     |                     |
| 9 | Botafogo               | 43                  | 37                  | 15                  | 13                  | 9                   | 47                  | 30                  | 17                  |                     |                     |
| 10 | Vitória                | 41                  | 37                  | 15                  | 11                  | 11                  | 32                  | 30                  | 2                   |                     |                     |
| 11 | Atlético Mineiro       | 41                  | 37                  | 14                  | 13                  | 10                  | 43                  | 35                  | 8                   |                     |                     |
| 12 | Corinthians            | 41                  | 37                  | 13                  | 15                  | 9                   | 37                  | 30                  | 7                   |                     |                     |
| 13 | Goiás                  | 40                  | 37                  | 13                  | 14                  | 10                  | 42                  | 28                  | 14                  |                     |                     |
| 14 | Vasco da Gama          | 40                  | 37                  | 13                  | 14                  | 10                  | 37                  | 28                  | 9                   |                     |                     |
| 15 | Guarani                | 39                  | 37                  | 12                  | 15                  | 10                  | 42                  | 38                  | 4                   |                     |                     |
| 16 | Santa Cruz             | 38                  | 37                  | 12                  | 14                  | 11                  | 39                  | 46                  | -7                  |                     |                     |
| 17 | Bahia                  | 38                  | 37                  | 11                  | 16                  | 10                  | 38                  | 32                  | 6                   |                     |                     |
| 18 | Fortaleza              | 36                  | 37                  | 10                  | 16                  | 11                  | 38                  | 40                  | -2                  |                     |                     |
| 19 | Tiradentes             | 35                  | 37                  | 11                  | 13                  | 13                  | 24                  | 33                  | -9                  |                     |                     |
| 20 | Ceará                  | 32                  | 37                  | 9                   | 14                  | 14                  | 31                  | 44                  | -13                 |                     |                     |
| 21 | Nacional-AM            | 28                  | 28                  | 7                   | 14                  | 7                   | 28                  | 30                  | -2                  |                     |                     |
| 22 | Remo                   | 27                  | 28                  | 11                  | 5                   | 12                  | 25                  | 28                  | -3                  |                     |                     |
| 23 | Fluminense             | 27                  | 28                  | 9                   | 9                   | 10                  | 25                  | 25                  | 0                   |                     |                     |
| 24 | Flamengo               | 26                  | 28                  | 11                  | 4                   | 13                  | 31                  | 34                  | -3                  |                     |                     |
| 25 | América de Natal       | 26                  | 28                  | 9                   | 8                   | 11                  | 33                  | 36                  | -3                  |                     |                     |
| 26 | Comercial-MS           | 26                  | 28                  | 9                   | 8                   | 11                  | 30                  | 36                  | -6                  |                     |                     |
| 27 | Desportiva Ferroviária | 25                  | 28                  | 8                   | 9                   | 11                  | 20                  | 22                  | -2                  |                     |                     |
| 28 | Atlético Paranaense    | 25                  | 28                  | 8                   | 9                   | 11                  | 20                  | 24                  | -4                  |                     |                     |
| 29 | Portuguesa             | 25                  | 28                  | 7                   | 11                  | 10                  | 33                  | 31                  | 2                   |                     |                     |
| 30 | Rio Negro              | 24                  | 28                  | 7                   | 10                  | 11                  | 20                  | 21                  | -1                  |                     |                     |
| 31 | Olaria                 | 24                  | 28                  | 7                   | 10                  | 11                  | 27                  | 29                  | -2                  |                     |                     |
| 32 | Sport                  | 23                  | 28                  | 7                   | 9                   | 12                  | 24                  | 36                  | -12                 |                     |                     |
| 33 | CEUB                   | 22                  | 28                  | 8                   | 6                   | 14                  | 23                  | 33                  | -10                 |                     |                     |
| 34 | Náutico                | 22                  | 28                  | 7                   | 8                   | 13                  | 20                  | 33                  | -13                 |                     |                     |
| 35 | Figueirense            | 22                  | 28                  | 5                   | 12                  | 11                  | 15                  | 29                  | -14                 |                     |                     |
| 36 | CRB                    | 19                  | 28                  | 6                   | 7                   | 15                  | 23                  | 43                  | -20                 |                     |                     |
| 37 | America                | 19                  | 28                  | 5                   | 9                   | 14                  | 22                  | 34                  | -12                 |                     |                     |
| 38 | Paysandu               | 14                  | 28                  | 3                   | 8                   | 17                  | 18                  | 42                  | -24                 |                     |                     |
| 39 | Moto Club              | 14                  | 28                  | 1                   | 12                  | 15                  | 11                  | 43                  | -32                 |                     |                     |
| 40 | Sergipe                | 13                  | 28                  | 4                   | 5                   | 19                  | 11                  | 48                  | -37                 |                     |                     |
| PG - pontos ganhos; J - jogos; V - vitórias; E - empates; D - derrotas; GP - gols pró; GC - gols contra; SG - saldo de gols; AP - Aproveitamento |                        |                     |                     |                     |                     |                     |                     |                     |                     |                     |                     |

|  |                                                       |
|  | Classificados à Taça Libertadores da América de 1974. |
|  | Eliminados na Fase Final.                             |
|  | Eliminados na 2ª Fase.                                |

## Artilheiros
1. Ramón (Santa Cruz), 21 gols
2. Leivinha (Palmeiras), Mirandinha (São Paulo), 20 gols